# 大岡忠次
大岡 忠次（おおおか ただつぐ、? - 永禄3年（1560年））は、安土桃山時代の武将。通称は助十郎。
大岡忠右衛門忠勝の次男。松平広忠、徳川家康の2代に仕え、永禄3年（1560年）の尾張国知多郡石瀬（現在の愛知県常滑市）の合戦で討ち死にした。法名儀山浄勇（『家譜』）